# 투시데 화산

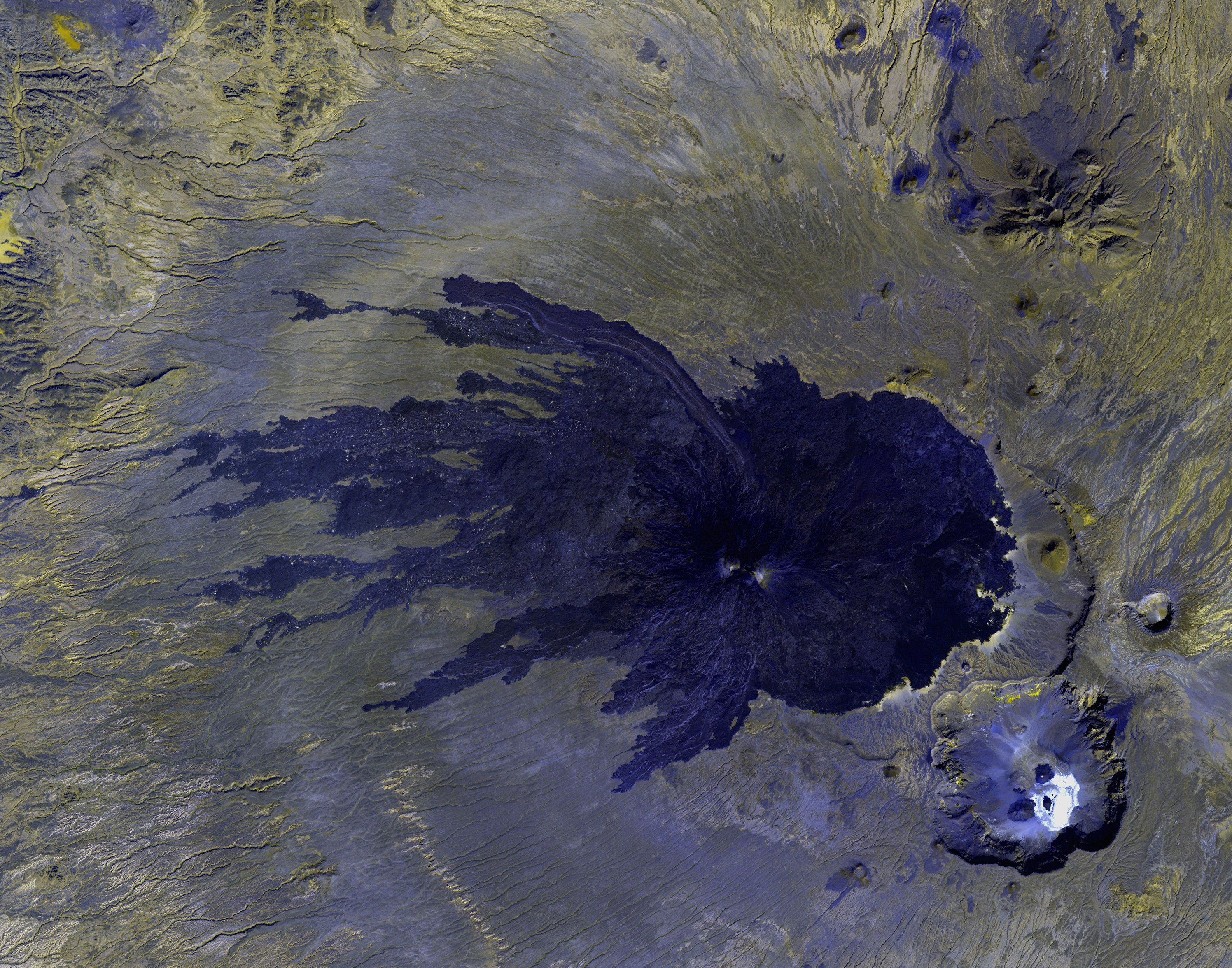
투시데 화산의 정상

투시데 화산(Toussidé)은 차드의 사하라 사막에 있는 화산으로, 활화산이다. 그러나 잠재적이기 때문에
아주 위험하다. 이 화산은 에미쿠시 산보다 북쪽에 위치하여 있으며, 완전한 모양의 성층 화산이다. 그러나 분화한 기록은
잘 알려지지 않고 있으며, 화산아래에는 많은 검은색 기생화산이 있다.